# Distretto di Bocas del Toro
Il distretto di Bocas del Toro è un distretto di Panama nella provincia di Bocas del Toro con 16.135 abitanti al censimento 2010

## Geografia antropica

### Suddivisioni amministrative
Il distretto è suddiviso in 5 comuni:
- Bocas del Toro
- Bastimentos
- Cauchero
- Punta Laurel
- Tierra Oscura